# Волшебный портрет
«Волшебный портрет» (кит. 魔画, mó huà, «мо хуа») — российско-китайский фильм-сказка 1997 года. Премьера состоялась 14 марта 1998 года на канале ТВ Центр.

## Сюжет
Эта удивительная сказка снята по мотивам русских и китайских преданий. Однажды Ивану под Рождество предсказали встречу с чужеземной красавицей. Лесная колдунья за доброту молодого человека подарила ему волшебный портрет китайской девушки по имени Сяо Цин. Её красота поразила Ивана в самое сердце, и он влюбился без памяти. Неожиданно портрет ожил, девушка рассказала молодцу удивительную историю. Оказывается, злой император и колдун Ан Юань Па забрал её у родителей против воли, чтобы сделать своей женой. Брат девушки нарисовал портрет, куда и переселилась душа Сяо Цин, а злодею досталось только едва живое тело, бесчувственная кукла. Теперь император ищет этот портрет, чтобы вернуть себе душу девушки…

## В ролях
- Сергей Шнырёв — Иван
- Дмитрий Соловьёв — маленький Иван
- Гао Ли — Сяо Цин (озвучила Татьяна Весёлкина, вокал — Ван Цянь)
- Чань Цзяньюань — Ан Юань Па (озвучил Владимир Антоник)
- Чен Лу — Ван Лунь, брат Сяо Цин (озвучил Сергей Безруков)
- Ян Шуэй — маленький Ван Лунь
- Чжоу Гунцзинь — мудрец Лао Чунь (озвучил Всеволод Абдулов)
- Валентина Теличкина — мать Ивана
- Ван Кэ — отец Сяо Цин
- Се Кэцзюань — мать Сяо Цин
- Владимир Антоник — князь
- Андрей Мартынов — купец Тит
- Анна Маркова — Мотя, дочь Тита
- Ариадна Шенгелая — ведунья
- Ирина Безрукова (в титрах — Ливанова) — Малахитовая фея
- Наталья Гончарова — трактирщица
- Владимир Епископосян — Кривой Джек, разбойник
- Евгений Герчаков — эпизод

## Съёмочная группа
- Автор сценария: Геннадий Васильев, Сергей Козлов, Ши Юлиан Чжан
- Режиссёр: Геннадий Васильев
- Оператор: Борис Бондаренко
- Художник: Михаил Карташов
- Композитор: Дмитрий Рыбников
- Фотограф: Юрий Белов

## Особенности экранизации
Натурные съёмки русского поселения проходили в Суздале — в фильме можно увидеть Музей деревянного зодчества и Покровский монастырь, где снимали дворец князя. Эпизоды, связанные с дикими животными, снимались на станции Леоново Петушинского района Владимирской области.
В Китае основные съёмки проходили в городе Дунгуань. В частности, роль дворца Ан Юань Па «сыграл» дворец богатого мандарина.